# 林東泰
林東泰，生於1950年4月25日，曾任國立臺灣師範大學副校長，現為該校大眾傳播研究所兼任教授。

## 經歷
中華民國大眾傳播教育協會副理事長 1994~1998

中華民國民意測驗協會秘書長       1988~1999

中華民國民意測驗協會副理事長     1999~2000

中華民國民意測驗協會理事長       2000~2004

行政院新聞局第一屆有線電視審議委員會委員     1995~1998

行政院新聞局第二屆有線電視審議委員會委員     1998~2001

公共電視文化事業基金會第一屆董事會董事         1998/12~2001/12

公共電視文化事業基金會第二屆董事會董事         2001/12~2004/12

國家通訊傳播委員會第一屆委員     2006/02~2008/08

卓越新聞獎基金會董事

學術單位
	 	 
淡江大學大眾傳播學系主任         1985/08~1990/07

國立台灣師範大學社會教育學系主任 1993/08~1995/07

國立台灣師範大學大眾傳播研究所所長 1997/08~2003/07

國立台灣師範大學社會科學學院院長   2009/08~2012/07

國立台灣師範大學副校長             2011/08~2014/7

## 學歷
- 美國俄亥俄州立大學傳播博士
- 美國密西根州立大學傳播碩士
- 國立政治大學新聞碩士
- 國立台灣師範大學社會教育學系新聞組教育學士